# Takao Shimizu (Biochemiker)
Takao Shimizu (japanisch 清水 孝雄, Shimizu Takao; * 26. April 1947 in der Präfektur Tokio) ist ein japanischer Biochemiker.

## Leben
1968 schloss Shimizu sein Studium der Liberal Arts an der Universität Tokio ab. An derselben Universität folgte ein Studium der Medizin, das er 1973 mit einem M.D. abschloss. Bis 1975 arbeitete Shimizu als Assistenzarzt in der Inneren Medizin der Universitätsklinik Tokio, bevor er als Forschungsassistent in die Abteilung für Biochemie der Universität Kyōto ging. Hier erhielt er 1977 bei Hayaishi Osamu eine Stelle als Assistant Professor für Medizinische Chemie und erwarb 1980 mit der Arbeit Metabolism and function of prostaglandin D in the brain and blood platelets einen Ph.D. in medizinischen Wissenschaften. Von 1982 bis 1984 arbeitete Shimizu als Gastforscher bei Bengt Samuelsson am Karolinska Institutet in der Nähe von Stockholm.
1984 wurde Shimizu Associate Professor für Biochemie und Ernährung an der Universität Tokio, 1991 erhielt er eine ordentliche Professur für Biochemie. Ab 2003 war Shimizu Vize-Dekan der dortigen medizinischen Fakultät, seit 2007 ist er Dekan.
Shimizu ist verheiratet und hat zwei Kinder.

## Wirken
Shimizus Arbeiten befassen sich vor allem mit dem Stoffwechsel der Phosphoglyceride und dem der Lipide mit Botenstoff-Funktion (lipid mediators), insbesondere Eikosanoide und darunter die Prostaglandine und Leukotriene. Ihm gelang die Isolierung zahlreicher Enzyme, die am dynamischen Umbau von Biomembranen oder der Synthese von Lipid-Botenstoffen beteiligt sind, und er klonierte G-Protein-gekoppelte Rezeptoren für Lipid-Botenstoffe. Shimizu entwickelte ein Verfahren der Flüssigchromatographie mit Massenspektrometrie-Kopplung zur Quantifizierung einer großen Zahl von Lipid-Botenstoffen und Membran-Phospholipiden. Seine Forschung konzentriert sich auf die Frage, welche Unterschiede der Struktur und Funktion biologischer Membranen durch Lipid-Botenstoffe verursacht werden.

## Auszeichnungen (Auswahl)
- 2000 Ernst Schering Preis[1]
- 2009 Japan Academy Prize der Japanischen Akademie der Wissenschaften[2]